# マンチェスター公爵
マンチェスター公爵（英: Duke of Manchester）は、グレートブリテン貴族の公爵位。
マンチェスター伯爵位を前身とし、第4代マンチェスター伯爵チャールズ・モンタギューが1719年に叙されたのに始まる。
モンタギュー公爵家は本家筋にあたる。またサンドウィッチ伯爵家とハリファックス伯爵(第2期・第3期)は分流にあたる（モンタギュー公爵家とハリファックス伯爵家は絶えたが、サンドウィッチ伯爵家は現存している）。

## 歴史
大蔵卿(在職1620年-1621年)を務めた庶民院議員ヘンリー・モンタギュー(1563頃-1642)は、1620年12月19日にイングランド貴族爵位「マンデヴィル子爵(Viscount Mandeville)」と「カウンティ・オブ・ハンティンドンにおけるキンボルトンのキンボルトンのモンタギュー男爵(Baron Montagu of Kimbolton, of Kimbolton in the County of Huntingdon)」に叙せられ、ついで1626年2月5日に「カウンティ・オブ・ランカスターにおけるマンチェスター伯爵(Earl of Manchester in the County of Lancaster)」に叙せられた。

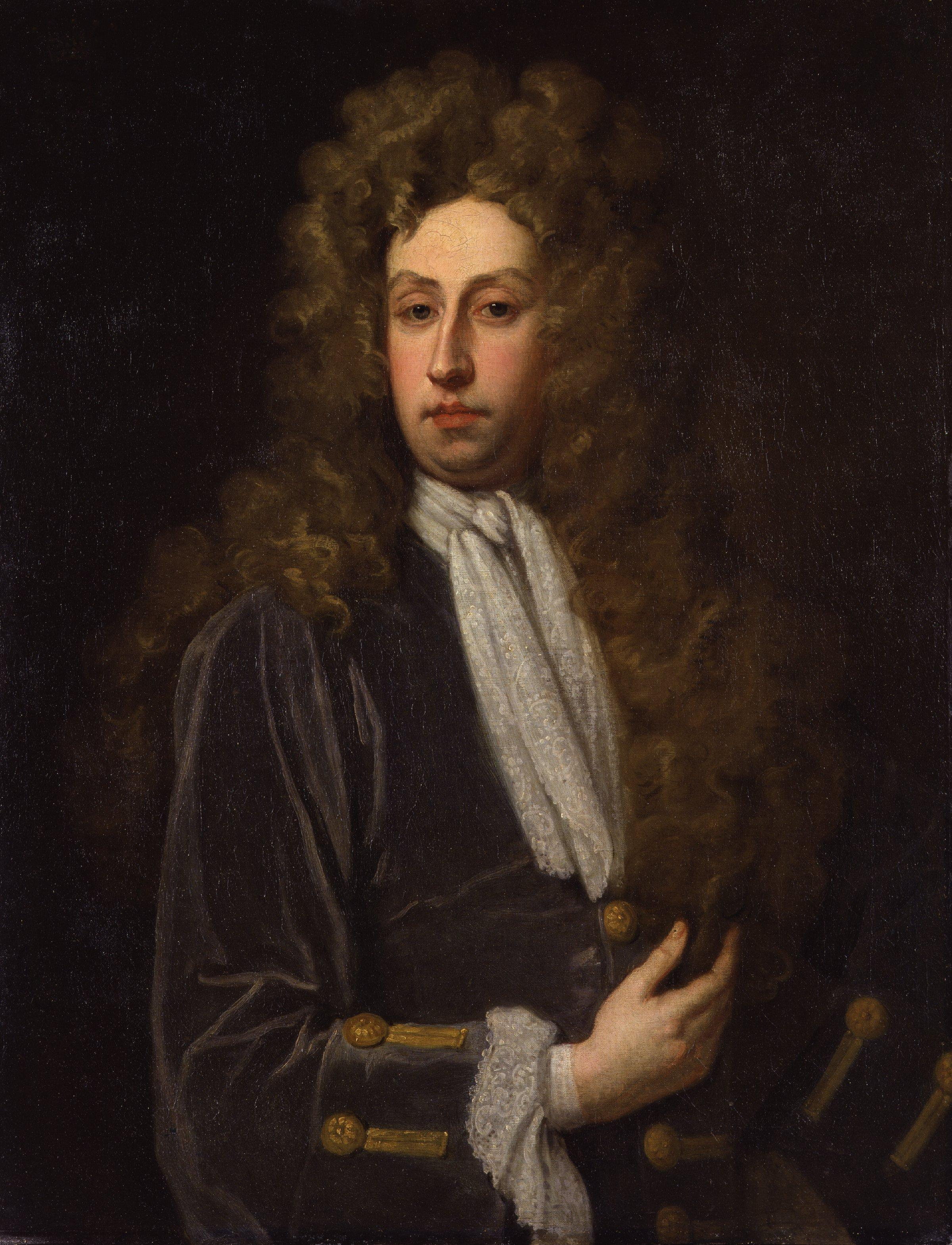
初代マンチェスター公爵チャールズ・モンタギュー

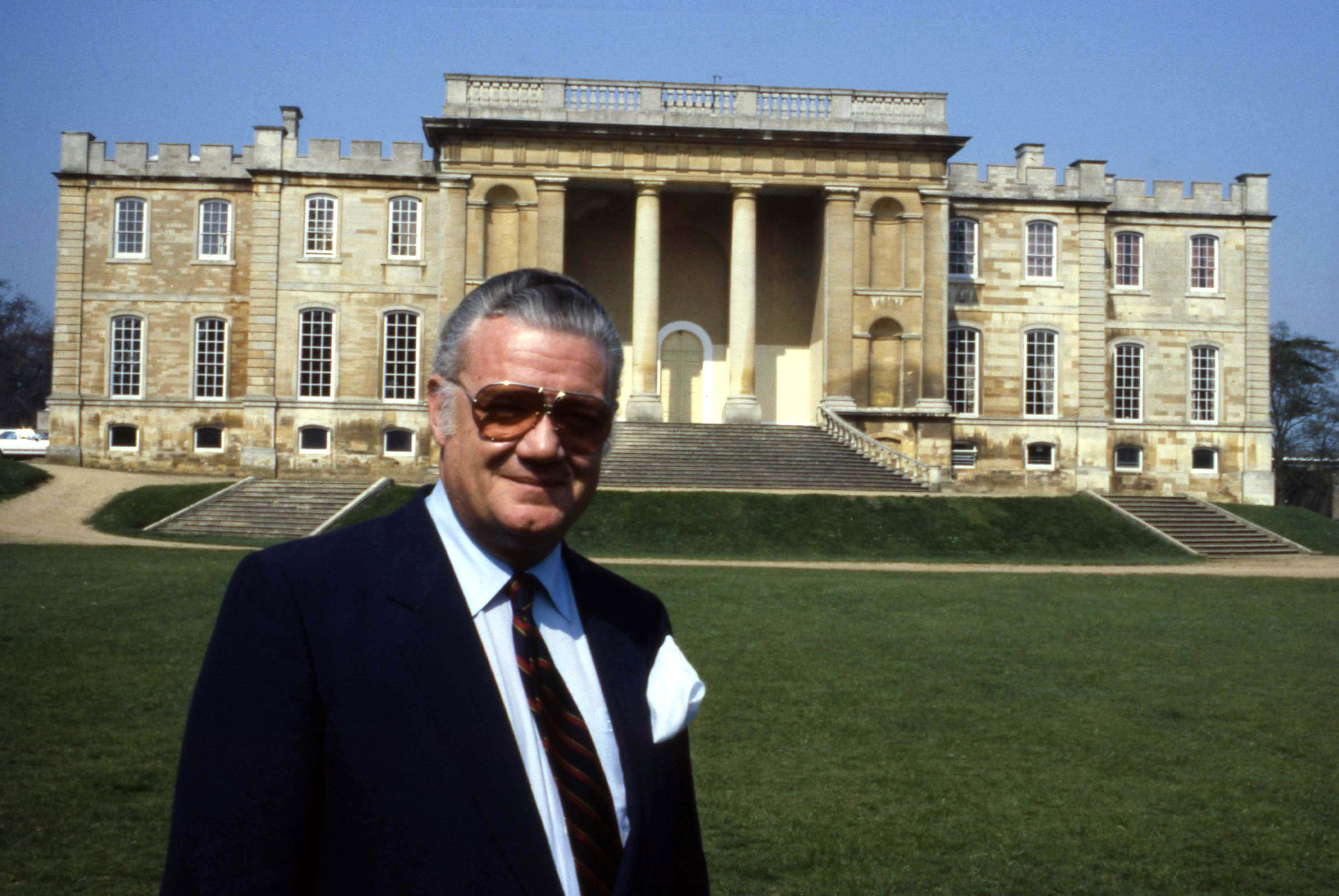
12代マンチェスター公アンガス・モンタギューとかつての邸宅キンボルトン城。

このマンチェスター伯爵の爵位名はマンチェスターに由来するのではなく、ハンティンドンシャーのゴッドマンチェスターに由来している。しかしゴッドを爵位名に使うなど冒涜であると考えて、ゴッドを取り除いたマンチェスターに変更された。
彼の兄エドワード・モンタギュー(1563-1644)も庶民院議員として活躍し、1621年にイングランド貴族爵位ボートンのモンタギュー男爵に叙せられた。この兄の家系は後にモンタギュー公爵家となる（1749年に廃絶）。また彼の弟シドニー・モンタギューの家系からはサンドウィッチ伯爵家が誕生する（現存）。
2代マンチェスター伯爵エドワード・モンタギュー(1602-1671)は、長老派貴族として清教徒革命（イングランド内戦）の際に議会派の東部連合軍の司令官を務めた事で知られる。また彼の弟ジョージの家系からはハリファックス伯爵家が出ている（1771年に廃絶）。
4代マンチェスター伯爵チャールズ・モンタギュー(?-1722)は、駐フランス大使(在職1699年-1701年)や駐ヴェネツィア大使(在職1697年-1698年、1707年-1708年)などを務めた外交官として活躍し、1719年4月28日にグレートブリテン貴族爵位「マンチェスター公爵(Duke of Manchester)」に叙せられた。
以降マンチェスター公爵位は彼の男系男子の子孫によって継承されていく。
4代マンチェスター公爵ジョージ・モンタギュー(1737-1788)は、駐フランス大使(在職1783年)を務めた。
5代マンチェスター公爵ウィリアム・モンタギュー(1771-1843)は、長期にわたってジャマイカ総督(在職1808年-1827年)を務め、その後トーリー党政権で郵政長官(在職1827年-1830年)を務めた。
2015年現在の当主は13代マンチェスター公爵アレグザンダー・モンタギュー(1962-)である。彼はアメリカ合衆国・カリフォルニア州・ニューポートビーチに在住している。
一族の本邸は1615年から1950年までキンボルトン城だった。同城は現在キンボルトン学校の校舎になっている。
紋章に刻まれるモットーは「自分を変えることによってではなく、自分を捨てることによって(Disponendo Me, Non Mutando Me)」

## 現当主の保有爵位
現在の当主13代マンチェスター公爵アレグザンダー・モンタギューは、以下の爵位を有する。
- 13代マンチェスター公爵 (13th Duke of Manchester)
(1719年4月28日の勅許状によるグレートブリテン貴族爵位)
- 第16代マンチェスター伯爵 (16th Earl of Manchester)
(1626年2月5日の勅許状によるイングランド貴族爵位)
- 第16代マンデヴィル子爵 (16th Viscount Mandeville)
(1620年12月19日の勅許状によるイングランド貴族爵位) ※法定推定相続人の儀礼称号の爵位
- ハンティンドン州におけるキンボルトンの第16代モンタギュー男爵 (16th Baron Montagu of Kimbolton, of Kimbolton in the County of Huntingdon)

(1620年12月19日の勅許状によるイングランド貴族爵位)

## 一覧

### マンデヴィル子爵 (1620年)
- 初代マンデヴィル子爵ヘンリー・モンタギュー（英語版）(1563-1642)

### マンチェスター伯爵 (1626年)
- 初代マンチェスター伯爵ヘンリー・モンタギュー（英語版）(1563-1642)
- 2代マンチェスター伯爵エドワード・モンタギュー (1602-1671)
- 3代マンチェスター伯爵ロバート・モンタギュー（英語版） (1634-1683)
- 4代マンチェスター伯爵チャールズ・モンタギュー (?-1722)

### マンチェスター公爵 (1719年)
- 初代マンチェスター公爵チャールズ・モンタギュー (?-1722)
- 2代マンチェスター公爵ウィリアム・モンタギュー (1700-1739)
- 3代マンチェスター公爵ロバート・モンタギュー (1710頃-1762)
- 4代マンチェスター公爵ジョージ・モンタギュー (1737-1788)
- 5代マンチェスター公爵ウィリアム・モンタギュー（英語版） (1771-1843)
- 6代マンチェスター公爵ジョージ・モンタギュー（英語版） (1799-1855)
- 7代マンチェスター公爵ウィリアム・ドローゴ・モンタギュー（英語版） (1823-1890)
- 8代マンチェスター公爵ジョージ・ヴィクター・ドローゴ・モンタギュー（英語版） (1853-1892)
- 9代マンチェスター公爵ウィリアム・アンガス・ドローゴ・モンタギュー（英語版） (1877-1947)
- 10代マンチェスター公爵アレグザンダー・ジョージ・フランシス・ドローゴ・モンタギュー（英語版） (1902-1977)
- 11代マンチェスター公爵シドニー・アーサー・ロビン・ジョージ・ドローゴ・モンタギュー（英語版） (1929-1985)
- 12代マンチェスター公爵アンガス・チャールズ・ドローゴ・モンタギュー（英語版） (1938-2002)
- 13代マンチェスター公爵アレグザンダー・チャールズ・デイヴィッド・ドローゴ・モンタギュー (1962-)
  - 爵位の推定相続人は、現当主の弟キンブル・ウィリアム・ドローゴ・モンタギュー卿（1964-）。

## 家系図
| サー・エドワード・モンタギュー (1485頃–1557)                            |                                                                         |                                                                         |                                                                         |                                                                         |                                                                         |                                                             |                                                             |                                                                              |                                                                              |                                                                              |                                                                              |                                                                                 |                                                                                 |                                                                                 |                                                                                 |                                                                                    |                                                                                 |                                                                              |                                                                              |                                                                              |                                                                              |                        |                        |  |  |  |  |  |  |                                                           |                                                           |                                                           |                                                           |                                                           |                                                           |
|                                                                         |                                                                         |                                                                         |                                                                         |                                                                         |                                                                         |                                                             |                                                             |                                                                              |                                                                              |                                                                              |                                                                              |                                                                                 |                                                                                 |                                                                                 |                                                                                 |                                                                                    |                                                                                 |                                                                              |                                                                              |                                                                              |                                                                              |                        |                        |  |  |  |  |  |  |                                                           |                                                           |                                                           |                                                           |                                                           |                                                           |
| サー・エドワード・モンタギュー (1530頃–1602)                            |                                                                         |                                                                         |                                                                         |                                                                         |                                                                         |                                                             |                                                             |                                                                              |                                                                              |                                                                              |                                                                              |                                                                                 |                                                                                 |                                                                                 |                                                                                 |                                                                                    |                                                                                 |                                                                              |                                                                              |                                                                              |                                                                              |                        |                        |  |  |  |  |  |  |                                                           |                                                           |                                                           |                                                           |                                                           |                                                           |
|                                                                         |                                                                         |                                                                         |                                                                         |                                                                         |                                                                         |                                                             |                                                             |                                                                              |                                                                              |                                                                              |                                                                              |                                                                                 |                                                                                 |                                                                                 |                                                                                 |                                                                                    |                                                                                 |                                                                              |                                                                              |                                                                              |                                                                              |                        |                        |  |  |  |  |  |  |                                                           |                                                           |                                                           |                                                           |                                                           |                                                           |
|                                                                         |                                                                         |                                                                         |                                                                         |                                                                         |                                                                         |                                                             |                                                             |                                                                              |                                                                              |                                                                              |                                                                              |                                                                                 |                                                                                 |                                                                                 |                                                                                 |                                                                                    |                                                                                 |                                                                              |                                                                              |                                                                              |                                                                              |                        |                        |  |  |  |  |  |  |                                                           |                                                           |                                                           |                                                           |                                                           |                                                           |
| 1621年ボートンのモンタギュー男爵                                        | 1621年ボートンのモンタギュー男爵                                        | 1621年ボートンのモンタギュー男爵                                        | 1621年ボートンのモンタギュー男爵                                        | 1621年ボートンのモンタギュー男爵                                        | 1621年ボートンのモンタギュー男爵                                        |                                                             |                                                             |                                                                              |                                                                              |                                                                              |                                                                              | 1626年マンチェスター伯                                                          | 1626年マンチェスター伯                                                          | 1626年マンチェスター伯                                                          | 1626年マンチェスター伯                                                          | 1626年マンチェスター伯                                                             | 1626年マンチェスター伯                                                          | サンドウィッチ伯爵家へ                                                       | サンドウィッチ伯爵家へ                                                       | サンドウィッチ伯爵家へ                                                       | サンドウィッチ伯爵家へ                                                       | サンドウィッチ伯爵家へ | サンドウィッチ伯爵家へ |  |  |  |  |  |  |                                                           |                                                           |                                                           |                                                           |                                                           |                                                           |
| 1621年ボートンのモンタギュー男爵                                        | 1621年ボートンのモンタギュー男爵                                        | 1621年ボートンのモンタギュー男爵                                        | 1621年ボートンのモンタギュー男爵                                        | 1621年ボートンのモンタギュー男爵                                        | 1621年ボートンのモンタギュー男爵                                        | 初代モンタギュー男爵 エドワード・モンタギュー (1562頃–1644) | 初代モンタギュー男爵 エドワード・モンタギュー (1562頃–1644) | 初代モンタギュー男爵 エドワード・モンタギュー (1562頃–1644)                  | 初代モンタギュー男爵 エドワード・モンタギュー (1562頃–1644)                  | 初代モンタギュー男爵 エドワード・モンタギュー (1562頃–1644)                  | 初代モンタギュー男爵 エドワード・モンタギュー (1562頃–1644)                  | 1626年マンチェスター伯                                                          | 1626年マンチェスター伯                                                          | 1626年マンチェスター伯                                                          | 1626年マンチェスター伯                                                          | 1626年マンチェスター伯                                                             | 1626年マンチェスター伯                                                          | サンドウィッチ伯爵家へ                                                       | サンドウィッチ伯爵家へ                                                       | サンドウィッチ伯爵家へ                                                       | サンドウィッチ伯爵家へ                                                       | サンドウィッチ伯爵家へ | サンドウィッチ伯爵家へ |  |  |  |  |  |  | 初代マンチェスター伯 ヘンリー・モンタギュー (1563頃–1642) | 初代マンチェスター伯 ヘンリー・モンタギュー (1563頃–1642) | 初代マンチェスター伯 ヘンリー・モンタギュー (1563頃–1642) | 初代マンチェスター伯 ヘンリー・モンタギュー (1563頃–1642) | 初代マンチェスター伯 ヘンリー・モンタギュー (1563頃–1642) | 初代マンチェスター伯 ヘンリー・モンタギュー (1563頃–1642) |
|                                                                         |                                                                         |                                                                         |                                                                         |                                                                         |                                                                         | 初代モンタギュー男爵 エドワード・モンタギュー (1562頃–1644) | 初代モンタギュー男爵 エドワード・モンタギュー (1562頃–1644) | 初代モンタギュー男爵 エドワード・モンタギュー (1562頃–1644)                  | 初代モンタギュー男爵 エドワード・モンタギュー (1562頃–1644)                  | 初代モンタギュー男爵 エドワード・モンタギュー (1562頃–1644)                  | 初代モンタギュー男爵 エドワード・モンタギュー (1562頃–1644)                  |                                                                                 |                                                                                 |                                                                                 |                                                                                 |                                                                                    |                                                                                 |                                                                              |                                                                              |                                                                              |                                                                              |                        |                        |  |  |  |  |  |  | 初代マンチェスター伯 ヘンリー・モンタギュー (1563頃–1642) | 初代マンチェスター伯 ヘンリー・モンタギュー (1563頃–1642) | 初代マンチェスター伯 ヘンリー・モンタギュー (1563頃–1642) | 初代マンチェスター伯 ヘンリー・モンタギュー (1563頃–1642) | 初代マンチェスター伯 ヘンリー・モンタギュー (1563頃–1642) | 初代マンチェスター伯 ヘンリー・モンタギュー (1563頃–1642) |
|                                                                         |                                                                         |                                                                         |                                                                         |                                                                         |                                                                         |                                                             |                                                             |                                                                              |                                                                              |                                                                              |                                                                              |                                                                                 |                                                                                 |                                                                                 |                                                                                 |                                                                                    |                                                                                 |                                                                              |                                                                              |                                                                              |                                                                              |                        |                        |  |  |  |  |  |  |                                                           |                                                           |                                                           |                                                           |                                                           |                                                           |
|                                                                         |                                                                         |                                                                         |                                                                         |                                                                         |                                                                         |                                                             |                                                             |                                                                              |                                                                              |                                                                              |                                                                              |                                                                                 |                                                                                 |                                                                                 |                                                                                 |                                                                                    |                                                                                 | ハリファックス伯爵家へ                                                       |                                                                              |                                                                              |                                                                              |                        |                        |  |  |  |  |  |  |                                                           |                                                           |                                                           |                                                           |                                                           |                                                           |
| 2代モンタギュー男爵 エドワード・モンタギュー (1616–1684)                | 2代モンタギュー男爵 エドワード・モンタギュー (1616–1684)                | 2代モンタギュー男爵 エドワード・モンタギュー (1616–1684)                | 2代モンタギュー男爵 エドワード・モンタギュー (1616–1684)                | 2代モンタギュー男爵 エドワード・モンタギュー (1616–1684)                | 2代モンタギュー男爵 エドワード・モンタギュー (1616–1684)                |                                                             |                                                             |                                                                              |                                                                              |                                                                              |                                                                              | 2代マンチェスター伯 エドワード・モンタギュー (1602–1671)                        | 2代マンチェスター伯 エドワード・モンタギュー (1602–1671)                        | 2代マンチェスター伯 エドワード・モンタギュー (1602–1671)                        | 2代マンチェスター伯 エドワード・モンタギュー (1602–1671)                        | 2代マンチェスター伯 エドワード・モンタギュー (1602–1671)                           | 2代マンチェスター伯 エドワード・モンタギュー (1602–1671)                        |                                                                              |                                                                              |                                                                              |                                                                              |                        |                        |  |  |  |  |  |  |                                                           |                                                           |                                                           |                                                           |                                                           |                                                           |
| 2代モンタギュー男爵 エドワード・モンタギュー (1616–1684)                | 2代モンタギュー男爵 エドワード・モンタギュー (1616–1684)                | 2代モンタギュー男爵 エドワード・モンタギュー (1616–1684)                | 2代モンタギュー男爵 エドワード・モンタギュー (1616–1684)                | 2代モンタギュー男爵 エドワード・モンタギュー (1616–1684)                | 2代モンタギュー男爵 エドワード・モンタギュー (1616–1684)                |                                                             |                                                             |                                                                              |                                                                              |                                                                              |                                                                              | 2代マンチェスター伯 エドワード・モンタギュー (1602–1671)                        | 2代マンチェスター伯 エドワード・モンタギュー (1602–1671)                        | 2代マンチェスター伯 エドワード・モンタギュー (1602–1671)                        | 2代マンチェスター伯 エドワード・モンタギュー (1602–1671)                        | 2代マンチェスター伯 エドワード・モンタギュー (1602–1671)                           | 2代マンチェスター伯 エドワード・モンタギュー (1602–1671)                        |                                                                              |                                                                              |                                                                              |                                                                              |                        |                        |  |  |  |  |  |  |                                                           |                                                           |                                                           |                                                           |                                                           |                                                           |
| 1705年モンタギュー公                                                    |                                                                         |                                                                         |                                                                         |                                                                         |                                                                         |                                                             |                                                             |                                                                              |                                                                              |                                                                              |                                                                              |                                                                                 |                                                                                 |                                                                                 |                                                                                 |                                                                                    |                                                                                 |                                                                              |                                                                              |                                                                              |                                                                              |                        |                        |  |  |  |  |  |  |                                                           |                                                           |                                                           |                                                           |                                                           |                                                           |
| 初代モンタギュー公 3代モンタギュー男爵 ラルフ・モンタギュー (1638–1709) | 初代モンタギュー公 3代モンタギュー男爵 ラルフ・モンタギュー (1638–1709) | 初代モンタギュー公 3代モンタギュー男爵 ラルフ・モンタギュー (1638–1709) | 初代モンタギュー公 3代モンタギュー男爵 ラルフ・モンタギュー (1638–1709) | 初代モンタギュー公 3代モンタギュー男爵 ラルフ・モンタギュー (1638–1709) | 初代モンタギュー公 3代モンタギュー男爵 ラルフ・モンタギュー (1638–1709) |                                                             |                                                             |                                                                              |                                                                              |                                                                              |                                                                              | 3代マンチェスター伯 ロバート・モンタギュー (1634–1683)                          | 3代マンチェスター伯 ロバート・モンタギュー (1634–1683)                          | 3代マンチェスター伯 ロバート・モンタギュー (1634–1683)                          | 3代マンチェスター伯 ロバート・モンタギュー (1634–1683)                          | 3代マンチェスター伯 ロバート・モンタギュー (1634–1683)                             | 3代マンチェスター伯 ロバート・モンタギュー (1634–1683)                          |                                                                              |                                                                              |                                                                              |                                                                              |                        |                        |  |  |  |  |  |  |                                                           |                                                           |                                                           |                                                           |                                                           |                                                           |
| 初代モンタギュー公 3代モンタギュー男爵 ラルフ・モンタギュー (1638–1709) | 初代モンタギュー公 3代モンタギュー男爵 ラルフ・モンタギュー (1638–1709) | 初代モンタギュー公 3代モンタギュー男爵 ラルフ・モンタギュー (1638–1709) | 初代モンタギュー公 3代モンタギュー男爵 ラルフ・モンタギュー (1638–1709) | 初代モンタギュー公 3代モンタギュー男爵 ラルフ・モンタギュー (1638–1709) | 初代モンタギュー公 3代モンタギュー男爵 ラルフ・モンタギュー (1638–1709) |                                                             |                                                             |                                                                              |                                                                              |                                                                              |                                                                              | 3代マンチェスター伯 ロバート・モンタギュー (1634–1683)                          | 3代マンチェスター伯 ロバート・モンタギュー (1634–1683)                          | 3代マンチェスター伯 ロバート・モンタギュー (1634–1683)                          | 3代マンチェスター伯 ロバート・モンタギュー (1634–1683)                          | 3代マンチェスター伯 ロバート・モンタギュー (1634–1683)                             | 3代マンチェスター伯 ロバート・モンタギュー (1634–1683)                          |                                                                              |                                                                              |                                                                              |                                                                              |                        |                        |  |  |  |  |  |  |                                                           |                                                           |                                                           |                                                           |                                                           |                                                           |
|                                                                         |                                                                         |                                                                         |                                                                         |                                                                         |                                                                         |                                                             |                                                             |                                                                              |                                                                              |                                                                              |                                                                              | 1719年マンチェスター公                                                          |                                                                                 |                                                                                 |                                                                                 |                                                                                    |                                                                                 |                                                                              |                                                                              |                                                                              |                                                                              |                        |                        |  |  |  |  |  |  |                                                           |                                                           |                                                           |                                                           |                                                           |                                                           |
| 2代モンタギュー公 4代モンタギュー男爵 ジョン・モンタギュー (1690–1749)  | 2代モンタギュー公 4代モンタギュー男爵 ジョン・モンタギュー (1690–1749)  | 2代モンタギュー公 4代モンタギュー男爵 ジョン・モンタギュー (1690–1749)  | 2代モンタギュー公 4代モンタギュー男爵 ジョン・モンタギュー (1690–1749)  | 2代モンタギュー公 4代モンタギュー男爵 ジョン・モンタギュー (1690–1749)  | 2代モンタギュー公 4代モンタギュー男爵 ジョン・モンタギュー (1690–1749)  |                                                             |                                                             |                                                                              |                                                                              |                                                                              |                                                                              | 初代マンチェスター公 4代マンチェスター伯 チャールズ・モンタギュー (1662頃–1722) | 初代マンチェスター公 4代マンチェスター伯 チャールズ・モンタギュー (1662頃–1722) | 初代マンチェスター公 4代マンチェスター伯 チャールズ・モンタギュー (1662頃–1722) | 初代マンチェスター公 4代マンチェスター伯 チャールズ・モンタギュー (1662頃–1722) | 初代マンチェスター公 4代マンチェスター伯 チャールズ・モンタギュー (1662頃–1722)    | 初代マンチェスター公 4代マンチェスター伯 チャールズ・モンタギュー (1662頃–1722) |                                                                              |                                                                              |                                                                              |                                                                              |                        |                        |  |  |  |  |  |  |                                                           |                                                           |                                                           |                                                           |                                                           |                                                           |
| 2代モンタギュー公 4代モンタギュー男爵 ジョン・モンタギュー (1690–1749)  | 2代モンタギュー公 4代モンタギュー男爵 ジョン・モンタギュー (1690–1749)  | 2代モンタギュー公 4代モンタギュー男爵 ジョン・モンタギュー (1690–1749)  | 2代モンタギュー公 4代モンタギュー男爵 ジョン・モンタギュー (1690–1749)  | 2代モンタギュー公 4代モンタギュー男爵 ジョン・モンタギュー (1690–1749)  | 2代モンタギュー公 4代モンタギュー男爵 ジョン・モンタギュー (1690–1749)  | モンタギュー公廃絶 ボートンのモンタギュー男爵廃絶           |                                                             |                                                                              |                                                                              |                                                                              |                                                                              | 初代マンチェスター公 4代マンチェスター伯 チャールズ・モンタギュー (1662頃–1722) | 初代マンチェスター公 4代マンチェスター伯 チャールズ・モンタギュー (1662頃–1722) | 初代マンチェスター公 4代マンチェスター伯 チャールズ・モンタギュー (1662頃–1722) | 初代マンチェスター公 4代マンチェスター伯 チャールズ・モンタギュー (1662頃–1722) | 初代マンチェスター公 4代マンチェスター伯 チャールズ・モンタギュー (1662頃–1722)    | 初代マンチェスター公 4代マンチェスター伯 チャールズ・モンタギュー (1662頃–1722) |                                                                              |                                                                              |                                                                              |                                                                              |                        |                        |  |  |  |  |  |  |                                                           |                                                           |                                                           |                                                           |                                                           |                                                           |
|                                                                         |                                                                         |                                                                         |                                                                         |                                                                         |                                                                         |                                                             |                                                             |                                                                              |                                                                              |                                                                              |                                                                              |                                                                                 |                                                                                 |                                                                                 |                                                                                 |                                                                                    |                                                                                 |                                                                              |                                                                              |                                                                              |                                                                              |                        |                        |  |  |  |  |  |  |                                                           |                                                           |                                                           |                                                           |                                                           |                                                           |
|                                                                         |                                                                         |                                                                         |                                                                         |                                                                         |                                                                         |                                                             |                                                             |                                                                              |                                                                              |                                                                              |                                                                              |                                                                                 |                                                                                 |                                                                                 |                                                                                 |                                                                                    |                                                                                 |                                                                              |                                                                              |                                                                              |                                                                              |                        |                        |  |  |  |  |  |  |                                                           |                                                           |                                                           |                                                           |                                                           |                                                           |
| イザベラ・モンタギュー (?-1786)                                         | イザベラ・モンタギュー (?-1786)                                         | イザベラ・モンタギュー (?-1786)                                         | イザベラ・モンタギュー (?-1786)                                         | イザベラ・モンタギュー (?-1786)                                         | イザベラ・モンタギュー (?-1786)                                         |                                                             |                                                             | 2代マンチェスター公 5代マンチェスター伯 ウィリアム・モンタギュー (1700–1739) | 2代マンチェスター公 5代マンチェスター伯 ウィリアム・モンタギュー (1700–1739) | 2代マンチェスター公 5代マンチェスター伯 ウィリアム・モンタギュー (1700–1739) | 2代マンチェスター公 5代マンチェスター伯 ウィリアム・モンタギュー (1700–1739) | 2代マンチェスター公 5代マンチェスター伯 ウィリアム・モンタギュー (1700–1739)    | 2代マンチェスター公 5代マンチェスター伯 ウィリアム・モンタギュー (1700–1739)    |                                                                                 |                                                                                 | 3代マンチェスター公 6代マンチェスター伯 ロバート・モンタギュー (1710頃–1762)       | 3代マンチェスター公 6代マンチェスター伯 ロバート・モンタギュー (1710頃–1762)    | 3代マンチェスター公 6代マンチェスター伯 ロバート・モンタギュー (1710頃–1762) | 3代マンチェスター公 6代マンチェスター伯 ロバート・モンタギュー (1710頃–1762) | 3代マンチェスター公 6代マンチェスター伯 ロバート・モンタギュー (1710頃–1762) | 3代マンチェスター公 6代マンチェスター伯 ロバート・モンタギュー (1710頃–1762) |                        |                        |  |  |  |  |  |  |                                                           |                                                           |                                                           |                                                           |                                                           |                                                           |
| イザベラ・モンタギュー (?-1786)                                         | イザベラ・モンタギュー (?-1786)                                         | イザベラ・モンタギュー (?-1786)                                         | イザベラ・モンタギュー (?-1786)                                         | イザベラ・モンタギュー (?-1786)                                         | イザベラ・モンタギュー (?-1786)                                         |                                                             |                                                             | 2代マンチェスター公 5代マンチェスター伯 ウィリアム・モンタギュー (1700–1739) | 2代マンチェスター公 5代マンチェスター伯 ウィリアム・モンタギュー (1700–1739) | 2代マンチェスター公 5代マンチェスター伯 ウィリアム・モンタギュー (1700–1739) | 2代マンチェスター公 5代マンチェスター伯 ウィリアム・モンタギュー (1700–1739) | 2代マンチェスター公 5代マンチェスター伯 ウィリアム・モンタギュー (1700–1739)    | 2代マンチェスター公 5代マンチェスター伯 ウィリアム・モンタギュー (1700–1739)    |                                                                                 |                                                                                 | 3代マンチェスター公 6代マンチェスター伯 ロバート・モンタギュー (1710頃–1762)       | 3代マンチェスター公 6代マンチェスター伯 ロバート・モンタギュー (1710頃–1762)    | 3代マンチェスター公 6代マンチェスター伯 ロバート・モンタギュー (1710頃–1762) | 3代マンチェスター公 6代マンチェスター伯 ロバート・モンタギュー (1710頃–1762) | 3代マンチェスター公 6代マンチェスター伯 ロバート・モンタギュー (1710頃–1762) | 3代マンチェスター公 6代マンチェスター伯 ロバート・モンタギュー (1710頃–1762) |                        |                        |  |  |  |  |  |  |                                                           |                                                           |                                                           |                                                           |                                                           |                                                           |
|                                                                         |                                                                         |                                                                         |                                                                         |                                                                         |                                                                         |                                                             |                                                             |                                                                              |                                                                              |                                                                              |                                                                              |                                                                                 |                                                                                 |                                                                                 |                                                                                 |                                                                                    |                                                                                 |                                                                              |                                                                              |                                                                              |                                                                              |                        |                        |  |  |  |  |  |  |                                                           |                                                           |                                                           |                                                           |                                                           |                                                           |
|                                                                         |                                                                         |                                                                         |                                                                         |                                                                         |                                                                         |                                                             |                                                             |                                                                              |                                                                              |                                                                              |                                                                              |                                                                                 |                                                                                 |                                                                                 |                                                                                 | 4代マンチェスター公 7代マンチェスター伯 ジョージ・モンタギュー (1737–1788)         |                                                                                 |                                                                              |                                                                              |                                                                              |                                                                              |                        |                        |  |  |  |  |  |  |                                                           |                                                           |                                                           |                                                           |                                                           |                                                           |
|                                                                         |                                                                         |                                                                         |                                                                         |                                                                         |                                                                         |                                                             |                                                             |                                                                              |                                                                              |                                                                              |                                                                              |                                                                                 |                                                                                 |                                                                                 |                                                                                 |                                                                                    |                                                                                 |                                                                              |                                                                              |                                                                              |                                                                              |                        |                        |  |  |  |  |  |  |                                                           |                                                           |                                                           |                                                           |                                                           |                                                           |
|                                                                         |                                                                         |                                                                         |                                                                         |                                                                         |                                                                         |                                                             |                                                             |                                                                              |                                                                              |                                                                              |                                                                              |                                                                                 |                                                                                 |                                                                                 |                                                                                 |                                                                                    |                                                                                 |                                                                              |                                                                              |                                                                              |                                                                              |                        |                        |  |  |  |  |  |  |                                                           |                                                           |                                                           |                                                           |                                                           |                                                           |
|                                                                         |                                                                         |                                                                         |                                                                         |                                                                         |                                                                         |                                                             |                                                             | マンデヴィル子爵(儀礼称号) ジョージ・モンタギュー (1763–1772)                | マンデヴィル子爵(儀礼称号) ジョージ・モンタギュー (1763–1772)                | マンデヴィル子爵(儀礼称号) ジョージ・モンタギュー (1763–1772)                | マンデヴィル子爵(儀礼称号) ジョージ・モンタギュー (1763–1772)                | マンデヴィル子爵(儀礼称号) ジョージ・モンタギュー (1763–1772)                   | マンデヴィル子爵(儀礼称号) ジョージ・モンタギュー (1763–1772)                   |                                                                                 |                                                                                 | 5代マンチェスター公 8代マンチェスター伯 ウィリアム・モンタギュー (1771–1843)       | 5代マンチェスター公 8代マンチェスター伯 ウィリアム・モンタギュー (1771–1843)    | 5代マンチェスター公 8代マンチェスター伯 ウィリアム・モンタギュー (1771–1843) | 5代マンチェスター公 8代マンチェスター伯 ウィリアム・モンタギュー (1771–1843) | 5代マンチェスター公 8代マンチェスター伯 ウィリアム・モンタギュー (1771–1843) | 5代マンチェスター公 8代マンチェスター伯 ウィリアム・モンタギュー (1771–1843) |                        |                        |  |  |  |  |  |  |                                                           |                                                           |                                                           |                                                           |                                                           |                                                           |
|                                                                         |                                                                         |                                                                         |                                                                         |                                                                         |                                                                         |                                                             |                                                             | マンデヴィル子爵(儀礼称号) ジョージ・モンタギュー (1763–1772)                | マンデヴィル子爵(儀礼称号) ジョージ・モンタギュー (1763–1772)                | マンデヴィル子爵(儀礼称号) ジョージ・モンタギュー (1763–1772)                | マンデヴィル子爵(儀礼称号) ジョージ・モンタギュー (1763–1772)                | マンデヴィル子爵(儀礼称号) ジョージ・モンタギュー (1763–1772)                   | マンデヴィル子爵(儀礼称号) ジョージ・モンタギュー (1763–1772)                   |                                                                                 |                                                                                 | 5代マンチェスター公 8代マンチェスター伯 ウィリアム・モンタギュー (1771–1843)       | 5代マンチェスター公 8代マンチェスター伯 ウィリアム・モンタギュー (1771–1843)    | 5代マンチェスター公 8代マンチェスター伯 ウィリアム・モンタギュー (1771–1843) | 5代マンチェスター公 8代マンチェスター伯 ウィリアム・モンタギュー (1771–1843) | 5代マンチェスター公 8代マンチェスター伯 ウィリアム・モンタギュー (1771–1843) | 5代マンチェスター公 8代マンチェスター伯 ウィリアム・モンタギュー (1771–1843) |                        |                        |  |  |  |  |  |  |                                                           |                                                           |                                                           |                                                           |                                                           |                                                           |
|                                                                         |                                                                         |                                                                         |                                                                         |                                                                         |                                                                         |                                                             |                                                             |                                                                              |                                                                              |                                                                              |                                                                              |                                                                                 |                                                                                 |                                                                                 |                                                                                 | 6代マンチェスター公 9代マンチェスター伯 ジョージ・モンタギュー (1799–1855)         |                                                                                 |                                                                              |                                                                              |                                                                              |                                                                              |                        |                        |  |  |  |  |  |  |                                                           |                                                           |                                                           |                                                           |                                                           |                                                           |
|                                                                         |                                                                         |                                                                         |                                                                         |                                                                         |                                                                         |                                                             |                                                             |                                                                              |                                                                              |                                                                              |                                                                              |                                                                                 |                                                                                 |                                                                                 |                                                                                 |                                                                                    |                                                                                 |                                                                              |                                                                              |                                                                              |                                                                              |                        |                        |  |  |  |  |  |  |                                                           |                                                           |                                                           |                                                           |                                                           |                                                           |
|                                                                         |                                                                         |                                                                         |                                                                         |                                                                         |                                                                         |                                                             |                                                             |                                                                              |                                                                              |                                                                              |                                                                              |                                                                                 |                                                                                 |                                                                                 |                                                                                 | 7代マンチェスター公 10代マンチェスター伯 ウィリアム・モンタギュー (1823–1890)      |                                                                                 |                                                                              |                                                                              |                                                                              |                                                                              |                        |                        |  |  |  |  |  |  |                                                           |                                                           |                                                           |                                                           |                                                           |                                                           |
|                                                                         |                                                                         |                                                                         |                                                                         |                                                                         |                                                                         |                                                             |                                                             |                                                                              |                                                                              |                                                                              |                                                                              |                                                                                 |                                                                                 |                                                                                 |                                                                                 |                                                                                    |                                                                                 |                                                                              |                                                                              |                                                                              |                                                                              |                        |                        |  |  |  |  |  |  |                                                           |                                                           |                                                           |                                                           |                                                           |                                                           |
|                                                                         |                                                                         |                                                                         |                                                                         |                                                                         |                                                                         |                                                             |                                                             |                                                                              |                                                                              |                                                                              |                                                                              |                                                                                 |                                                                                 |                                                                                 |                                                                                 | 8代マンチェスター公 11代マンチェスター伯 ジョージ・モンタギュー (1853–1892)        |                                                                                 |                                                                              |                                                                              |                                                                              |                                                                              |                        |                        |  |  |  |  |  |  |                                                           |                                                           |                                                           |                                                           |                                                           |                                                           |
|                                                                         |                                                                         |                                                                         |                                                                         |                                                                         |                                                                         |                                                             |                                                             |                                                                              |                                                                              |                                                                              |                                                                              |                                                                                 |                                                                                 |                                                                                 |                                                                                 |                                                                                    |                                                                                 |                                                                              |                                                                              |                                                                              |                                                                              |                        |                        |  |  |  |  |  |  |                                                           |                                                           |                                                           |                                                           |                                                           |                                                           |
|                                                                         |                                                                         |                                                                         |                                                                         |                                                                         |                                                                         |                                                             |                                                             |                                                                              |                                                                              |                                                                              |                                                                              |                                                                                 |                                                                                 |                                                                                 |                                                                                 | 9代マンチェスター公 12代マンチェスター伯 ウィリアム・モンタギュー (1877–1947)      |                                                                                 |                                                                              |                                                                              |                                                                              |                                                                              |                        |                        |  |  |  |  |  |  |                                                           |                                                           |                                                           |                                                           |                                                           |                                                           |
|                                                                         |                                                                         |                                                                         |                                                                         |                                                                         |                                                                         |                                                             |                                                             |                                                                              |                                                                              |                                                                              |                                                                              |                                                                                 |                                                                                 |                                                                                 |                                                                                 |                                                                                    |                                                                                 |                                                                              |                                                                              |                                                                              |                                                                              |                        |                        |  |  |  |  |  |  |                                                           |                                                           |                                                           |                                                           |                                                           |                                                           |
|                                                                         |                                                                         |                                                                         |                                                                         |                                                                         |                                                                         |                                                             |                                                             |                                                                              |                                                                              |                                                                              |                                                                              |                                                                                 |                                                                                 |                                                                                 |                                                                                 | 10代マンチェスター公 13代マンチェスター伯 アレグザンダー・モンタギュー (1902–1977) |                                                                                 |                                                                              |                                                                              |                                                                              |                                                                              |                        |                        |  |  |  |  |  |  |                                                           |                                                           |                                                           |                                                           |                                                           |                                                           |
|                                                                         |                                                                         |                                                                         |                                                                         |                                                                         |                                                                         |                                                             |                                                             |                                                                              |                                                                              |                                                                              |                                                                              |                                                                                 |                                                                                 |                                                                                 |                                                                                 |                                                                                    |                                                                                 |                                                                              |                                                                              |                                                                              |                                                                              |                        |                        |  |  |  |  |  |  |                                                           |                                                           |                                                           |                                                           |                                                           |                                                           |
|                                                                         |                                                                         |                                                                         |                                                                         |                                                                         |                                                                         |                                                             |                                                             |                                                                              |                                                                              |                                                                              |                                                                              |                                                                                 |                                                                                 |                                                                                 |                                                                                 |                                                                                    |                                                                                 |                                                                              |                                                                              |                                                                              |                                                                              |                        |                        |  |  |  |  |  |  |                                                           |                                                           |                                                           |                                                           |                                                           |                                                           |
|                                                                         |                                                                         |                                                                         |                                                                         |                                                                         |                                                                         |                                                             |                                                             | 11代マンチェスター公 14代マンチェスター伯 シドニー・モンタギュー (1929–1985) | 11代マンチェスター公 14代マンチェスター伯 シドニー・モンタギュー (1929–1985) | 11代マンチェスター公 14代マンチェスター伯 シドニー・モンタギュー (1929–1985) | 11代マンチェスター公 14代マンチェスター伯 シドニー・モンタギュー (1929–1985) | 11代マンチェスター公 14代マンチェスター伯 シドニー・モンタギュー (1929–1985)    | 11代マンチェスター公 14代マンチェスター伯 シドニー・モンタギュー (1929–1985)    |                                                                                 |                                                                                 | 12代マンチェスター公 15代マンチェスター伯 アンガス・モンタギュー (1938–2002)       | 12代マンチェスター公 15代マンチェスター伯 アンガス・モンタギュー (1938–2002)    | 12代マンチェスター公 15代マンチェスター伯 アンガス・モンタギュー (1938–2002) | 12代マンチェスター公 15代マンチェスター伯 アンガス・モンタギュー (1938–2002) | 12代マンチェスター公 15代マンチェスター伯 アンガス・モンタギュー (1938–2002) | 12代マンチェスター公 15代マンチェスター伯 アンガス・モンタギュー (1938–2002) |                        |                        |  |  |  |  |  |  |                                                           |                                                           |                                                           |                                                           |                                                           |                                                           |
|                                                                         |                                                                         |                                                                         |                                                                         |                                                                         |                                                                         |                                                             |                                                             | 11代マンチェスター公 14代マンチェスター伯 シドニー・モンタギュー (1929–1985) | 11代マンチェスター公 14代マンチェスター伯 シドニー・モンタギュー (1929–1985) | 11代マンチェスター公 14代マンチェスター伯 シドニー・モンタギュー (1929–1985) | 11代マンチェスター公 14代マンチェスター伯 シドニー・モンタギュー (1929–1985) | 11代マンチェスター公 14代マンチェスター伯 シドニー・モンタギュー (1929–1985)    | 11代マンチェスター公 14代マンチェスター伯 シドニー・モンタギュー (1929–1985)    |                                                                                 |                                                                                 | 12代マンチェスター公 15代マンチェスター伯 アンガス・モンタギュー (1938–2002)       | 12代マンチェスター公 15代マンチェスター伯 アンガス・モンタギュー (1938–2002)    | 12代マンチェスター公 15代マンチェスター伯 アンガス・モンタギュー (1938–2002) | 12代マンチェスター公 15代マンチェスター伯 アンガス・モンタギュー (1938–2002) | 12代マンチェスター公 15代マンチェスター伯 アンガス・モンタギュー (1938–2002) | 12代マンチェスター公 15代マンチェスター伯 アンガス・モンタギュー (1938–2002) |                        |                        |  |  |  |  |  |  |                                                           |                                                           |                                                           |                                                           |                                                           |                                                           |
|                                                                         |                                                                         |                                                                         |                                                                         |                                                                         |                                                                         |                                                             |                                                             |                                                                              |                                                                              |                                                                              |                                                                              |                                                                                 |                                                                                 |                                                                                 |                                                                                 | 13代マンチェスター公 16代マンチェスター伯 アレグザンダー・モンタギュー (1962-)     |                                                                                 |                                                                              |                                                                              |                                                                              |                                                                              |                        |                        |  |  |  |  |  |  |                                                           |                                                           |                                                           |                                                           |                                                           |                                                           |